# Poor Jake's Demise
Poor Jake's Demise est un film muet américain réalisé par Allen Curtis et sorti en 1913.

## Fiche technique
- Réalisation : Allen Curtis
- Production : Carl Laemmle
- Date de sortie : États-Unis : 16 août 1913

## Distribution
- Max Asher : Jake Schultz
- Daisy Small : Mrs Schultz
- Lon Chaney : le gars
- Louise Fazenda : la servante